# 작은 아씨들 (1987년 애니메이션)
작은 아씨들은 닛폰 애니메이션이 제작한 TV 애니메이션 시리즈이다. 루이자 메이 올컷의 소설 작은 아씨들을 원작으로 한다. 1987년 1월 11일부터 1987년 12월 27일까지 후지 TV에서 총 48화로 방영되었다. 애니메이션 전반부는 원작과 전혀 다른 오리지널로, 애니메이션 중반부터 원작 이야기가 시작된다.

## 방송 일시
| 방송 채널 | 방송일                      | 방송 시간 |
| --------- | --------------------------- | --------- |
| 후지 TV   | 1987년 1월 11일 ~ 12월 27일 | 종료      |
| KBS 2TV   | 무정                        | 종료      |

## 등장인물
- 조제핀 조 마치
- 마거렛 메그 마치
- 엘리자베스 베스 마치
- 에이미 마치
- 시오도어 로리 로렌스
- 매리 마치
- 프레데리크 마치
- 한나
- 앤서니 분
- 마사 마치
- 제임스 로렌스
- 존 브루크
- 데이비드 포울레트
- 헨리 머도크
- 애니 모파트
- 샐리 가디너
- 존
- 에스터
- 도로시
- 벤
- 폴리

## 방영목록
| 회차       | 주제                  |
| ---------- | --------------------- |
| 1화        | 아빠가 돌아온 날      |
| 2화        | 귀여운 고양이 밀키엔  |
| 3화        | 도망친 흑인 청년      |
| 4화        | 아슬아슬한 순간들     |
| 5화        | 불안한 마음           |
| 6화        | 안녕,내고향           |
| 7화        | 심술쟁이 할머니       |
| 8화        | 집을 빌려주세요       |
| 9화        | 내꿈은 소설가         |
| 10화       | 비난과 칭찬           |
| 11화       | 할머니의 재산         |
| 12화       | 빈집을 찾아서         |
| 13화       | 우리들의 이상한 집    |
| 14화       | 좋지않은 친구들       |
| 15화       | 새로온 옆집소년       |
| 16화       | 의심받고 실망하고     |
| 17화       | 링컨대통령의 연설     |
| 18화       | 보내주신 약           |
| 19화       | 다리를 삔 메그        |
| 20화       | 우정 어린 문병        |
| 21화       | 신나는 연극연습       |
| 22화       | 베고픈 크리스마스     |
| 23화       | 뜻밖의 선물           |
| 24화       | 소녀와 피아노         |
| 25화       | 정성이 가득 담긴 선물 |
| 26화       | 정말 뜻밖의 선물      |
| 27화       | 아픔과 부끄러움       |
| 28화       | 연극 관람             |
| 29화       | 화해하고 싶지만       |
| 30화       | 처음으로 떠나는 여행  |
| 31화       | 사치와 허영           |
| 32화       | 한달간의 휴가         |
| 33화       | 즐거운 들놀이         |
| 34화       | 어쩐지 이상한 날      |
| 35화       | 돌아온 친구들         |
| 36화       | 날개 달린 두사람      |
| 37화       | 효녀의 마음           |
| 38화       | 궁금한 아빠소식       |
| 39화       | 오가는 편지           |
| 40화       | 슬프고 어려운때       |
| 41화       | 보고싶은 엄마         |
| 42화       | 힘겨운 고비           |
| 43화       | 어머니의 위대한 힘    |
| 44화       | 수상한 편지           |
| 45화       | 장난과 용서           |
| 46화       | 돌아온 성탄절         |
| 47화       | 그동안의 이야기들     |
| 최종화(48) | 새봄 새길             |